# Åkeshov
Åkeshov är en stadsdel i Västerort inom Stockholms kommun. Stadsdelen gränsar till Åkeslund, Nockebyhov, Norra Ängby och Riksby.

## Historia
Under 1600-talet var Åkeshov ett storgods i Stockholmstrakten. Där började 1640 riksmarskalken, friherre Åke Axelsson Natt och Dag, bygga ett slott som namngavs efter honom och kom att kallas Åkeshovs slott. Under Åkeshovs slott låg sjutton torp och stugor, dessa var Färjkarlstorpet (torpet hette först Färjkarlstorpet, men senare hette det Färjestaden, det fanns kvar till 1965), Fiskartorpet, Bryggartorp (Humlegårdstorpet), Lugnet, Majsudden, Mjölnarestugan (Åkeshovs mjölnarstuga eller Kvarnstugan), Nockeby krog, Smedstugan (ligger nedanför Åkeshovs slott vid Ryssmurängen jämte den nämnda Kvarnstugan eller Mjölnarstugan), Åkeshovs grindstuga (finns nämnt i husförhör 1794, men finns inte markerat på stadsdelskartan), två statarestugor(se nedan), Räfsan, Olovslund, Katrinelund, Övre Smedslätten, Fredrikslund och Åkeslund.

### Ändmoränen i Åkeshov
Norr om Nya Elementar-skolan finns en större ändmorän, en moränsträng från istiden av stora dimensioner. Här finns stenblock och flyttblock av verkligt stora format, som isen har fört hit från norrlandsbygder. Moränryggarna är ofta ett antal hundra meter långa och cirka 5 meter höga och ofta blockiga i ytan. Blockmoränen eller De Geer-moränen bakom Nya Elementar är 600 meter lång och 60 meter bred och med en höjd av 15 meter. Den har troligen formats i sprickor som gick parallellt med iskanten under vattenytan. De Geer-moräner är vinkelräta mot isens rörelseriktning. Området är naturskyddat.

### Fornminnen i Åkeshov
Innan Åkeshovs slott byggdes låg här en gård, som troligen har anor längre tillbaka i tiden än till medeltiden. Gården tillhörde år 1400 Peder Ålänning, som var storköpman och rådman i Stockholm. År 1400 skänkte Peder Ålänning och hans hustru Kristina Persdotter i Stockholm ett halvt markland i Nokkaby till det prebende som de instiftat i S:t Henriks kor i Uppsala domkyrka. Det är sannolikt att det i området låg en gård under yngre järnåldern och att en lång bebyggelsekontinuitet har ägt rum. Gården förvärvades av Johan III:s köpman Anders Larsson 1576. Han var köpman i Stockholm under 1500-talet och förvaltade Kronans kopparhandel. Därefter hade gården olika ägare. Egendomen köptes 1635 av rikskansler Axel Oxenstiernas svåger, riksmarskalken Åke Axelsson (Natt och Dag). På Nockeby gårds marker lät han anlägga ett säteri och slottet benämndes därefter Åkeshov.
På en kulle strax väster om Åkeshovs slott finns en ruin av en medeltida kastal, som var en tornliknande försvarsbyggnad i sten. Det var således en "liten borg", som fungerade som försvarstorn eller vakttorn. En kastal är vanligtvis fristående och kan ha en rund eller en fyrkantig plan. Ruinen vid Åkeshov är fristående, den är uppmätt och har en yta av 15 x 17 meter med en fyra meter bred mur, som är 0,5 - 1,5 meter hög. Källaren finns kvar med en yta av 5 x 4 meter och den är 1,7 meter djup i mitten av ruinen. Ruinen vid Åkeshovs slott syns som en stor kulle, som är bevuxen med träd och består av jord- och stenblandad mur, i nordöst är muren kallmurad. Den består av stora stenar, som delvis är nedrasade. Väggarna består av kallmurad sten och den ligger ungefär tre meter sydöst vid gångvägen mot Judarskogen. I södra hörnet har påträffats rostfärgad sand, som är något sotig. Dessutom har påträffats enstaka bitar med gråaktig, lätt slagg. Uppmätningarna gjordes i samband med en fornminnesinventering och har registernummer RAÄ 152. Inga undersökningar har gjorts, som kunde ha resulterat i daterade fynd. Del av en stenyxa har påträffats nära slottet. 
Öster om Åkeshovs slott ligger Snörmakarvägen. Där, knappt 400 meter från Åkeshovs tunnelbanestation, finns en röseliknande stensättning högst uppe på höjden i krönläge på berget. Stensättningen invid Snörmakarvägen är välbevarad. I Stadsmuseets register anges stensättningen vara från bronsåldern. I fornminnesregistret i Stadsmuseet har stensättningen registernummer RAÄ 18. Rösets diameter är nio meter. Fotkedjan har delvis dolts under fyllningssten, som har kastats ut över foten. Bronsålderslämningen ligger cirka 500 meter öster om den sten med skålgrop, som finns i Judarskogen inte långt från den möjliga befästningsvallen. Strax norr om den röseliknande stensättningen fanns en gravgrupp med en stensättning som undersöktes och togs bort 1932. Gravgruppen var belägen på tunnelbanelinjen norr om Snörmakarvägen, den har registernummer RAÄ 151. En rund lämning fanns strax sydöst om stensättningen, den är 3 meter i diameter och 0,1 meter hög. En annan stensättning där, som var 4 meter i diameter och 0,3 meter hög, är också borttagen. Denna gravgrupp har registernummer RAÄ 150.

### Nockeby gravfält
Vid korsningen av Stolpevägen, nära gränsen mellan Åkeshov och Norra Ängby finns ett gravfält i parkmarken norr om villorna utmed Beckombergavägen ovanför Runsavägen. Gravfältet består av ett flertal högar. Man antar att detta är det fornhistoriska bygravfältet, som tillhörde Nockeby, som var en gård som sträckte sig från Riksby till Mälarens strand. Säteriet Åkeshov växte fram under 1600-talet och Nockeby har fått sitt namn efter byn Nokkaby.
Gården Nockebys historia är inte känd, men att döma av ytinnehållet var det en stormansgård inom Torvesunds slottslän, som tillkom under Gustav Vasas tid. När Åke Axelsson Natt och Dag i mitten av 1600-talet köpte gården och bebyggde den med ett slott, kallade han den Åkeshov. Men i jordeboken för Sollentuna härad finner man fortfarande namnet Nockeby, vid sidan av Åkeshov, ännu i början av 1800-talet. Nockeby gravfält var ett gårdsgravfält från järnåldern (RAÄ 41). Enligt arkeologen Nils Ringstedt bör bebyggelsen till Nockeby ha legat på höjden vid korsningen Stolpevägen-Rökstensvägen, men inga spår har påträffats än. Gravfältet är delvis undersökt. En möjlig hålväg löper genom området. Gravfältet är från yngre järnålder, som troligen är från vikingatid med 30 järnåldersgravar, varav 5 är så kallade gravhögar och 25 är stensättningar. Genom gravfältet går den så kallade Ryssmuren cirka 1100 meter söderut genom Nockebyhov och vidare väster om Åkeshovs slott.

### Ryssmuren
Ryssmuren byggdes för att inhägna boskap på Åkeshovs slotts säteri och det är ett odlingsröse från 1800-talet, vilket senare forskning visar. Ryssmuren är ett fornminne med RAÄ-nummer Bromma 19:1.
Muren byggdes troligen under 1700-talet, när Karl XII regerade. Med säkerhet byggdes muren före 1818 och det är enbart en skröna som anger att ryska krigsfångar byggde den. Det Stora nordiska kriget utspelade sig i början av 1700-talet, därav spekuleras det, samt är en tradition, att ryska krigsfångar från kriget var de som byggde muren 1719 (vilket inte är bevisat) när ätten Stenbock ägde slottet. Stenmuren sträcker sig delvis genom Judarskogens naturreservat öster om sjön Judarn. Anläggningen består, såsom ovan nämnts, av en cirka 1100 meter lång och cirka två meter hög naturstensmur som grenar upp sig i norr. Enstaka upp till två meter stora flyttblock finns i muren. Murens primära funktion är att fungera som permanent gärdesgård. Muren har nio öppningar, som är 1-4 meter breda.

### Åkeshovs statarstugor

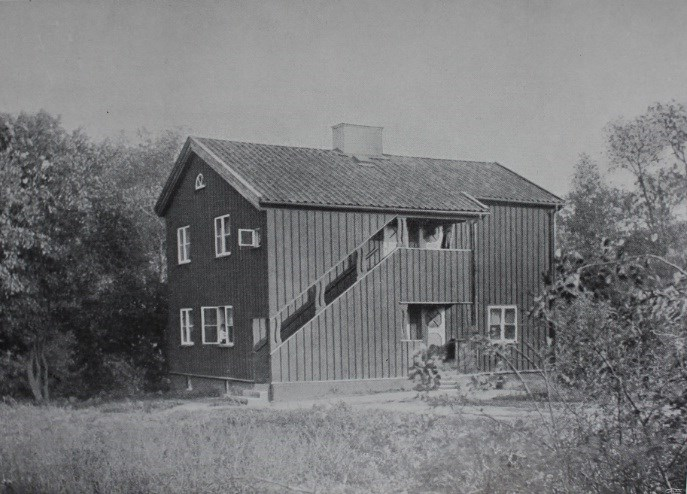
Statarstugan vid Åkeshov byggdes troligen 1725, men brann ned i början på 2000-talet. Stugan hade loft och utvändig lofttrappa.

Flera statarstugor hörde till Åkeshov. Mellan Åkeshovs slott och Judarskogens naturreservat fanns det väster om stigen en statarstuga. Den stugan var en parstuga för två familjer och gick under namnet Lusasken. Idag kan man svagt se rester av stugan under gräset på den högra sidan av stigen, men närmare slottet. En statare var förr i Sverige en lantarbetare, som fick en stor del av sin lön (stat) in natura av en husbonde (jordägare). 
I området fanns det ytterligare en statarstuga på östra sidan om stigen, men närmare slottet. Statarstugan byggdes troligen 1725, men den brann i början av 2000-talet. Stugan hade loft och en utvändig lofttrappa. I husförhörslängden från Åkeshov från 1843 nämns stattorparen Jon Jonsson med hustrun Brita Svensdotter och sönerna Johannes och Gustaf.

## Bebyggelse

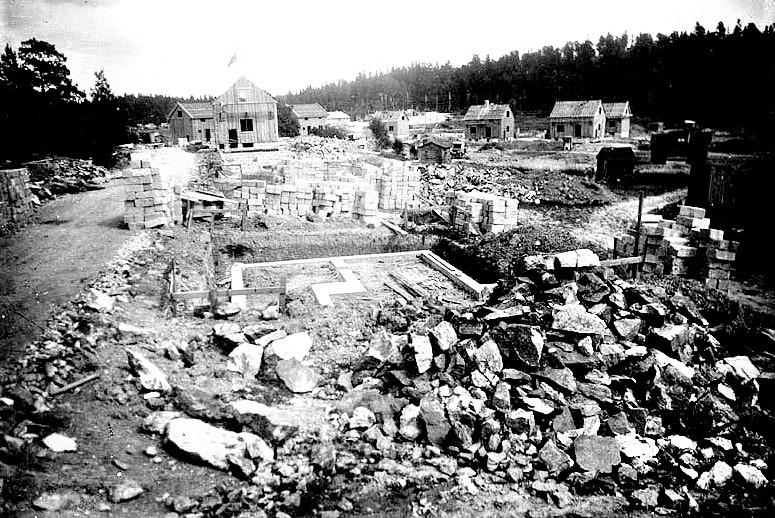
Åkeshovs småstugeområde under uppbyggnad, 1929. Området uppgick senare i stadsdelen Nockebyhov.

Stadsdelen bildades 1933 och bygget av Åkeshovs småstugeområde inleddes år 1929. Samma år blev avloppstunneln för området färdig. Nockebyhovs bebyggelse uppfördes på södra delen Åkeshovs gårds gamla ägor som Stockholms stad förvärvade 1904. Det var ett större småstugeområde med omkring 200 hus beläget på norra sidan om Drottningholmsvägen som byggdes på 1930-talet. På berget öster om Åkeshovs slott finns inom stadsdelen en grupp bostadshus byggda i samband med Riksbys tillkomst 1938-1943. År 1940 byggdes de sista villorna och följande år en del småstugor. Det finns 12 namngivna gator.
Inom Åkeshovs stadsdel finns ett större reningsverk, Åkeshovsanläggningen av Bromma reningsverk. Stockholms stads första reningsverk i Åkeshov togs i bruk 1934. Till området hör gamla Åkeshovs slott med den stora parken och delar av Judarskogens naturreservat. 
Åkeshov har en Tunnelbanestation och en simhall. Bredvid simhallen ligger grundskolan Nya Elementar som flyttade till Åkeshov från Hötorget i slutet på 1940-talet. I Åkeshov ligger även "Hundstallet" som är en ideell förening som tar emot hundar och hittar nya hem åt dem.

## Bilder

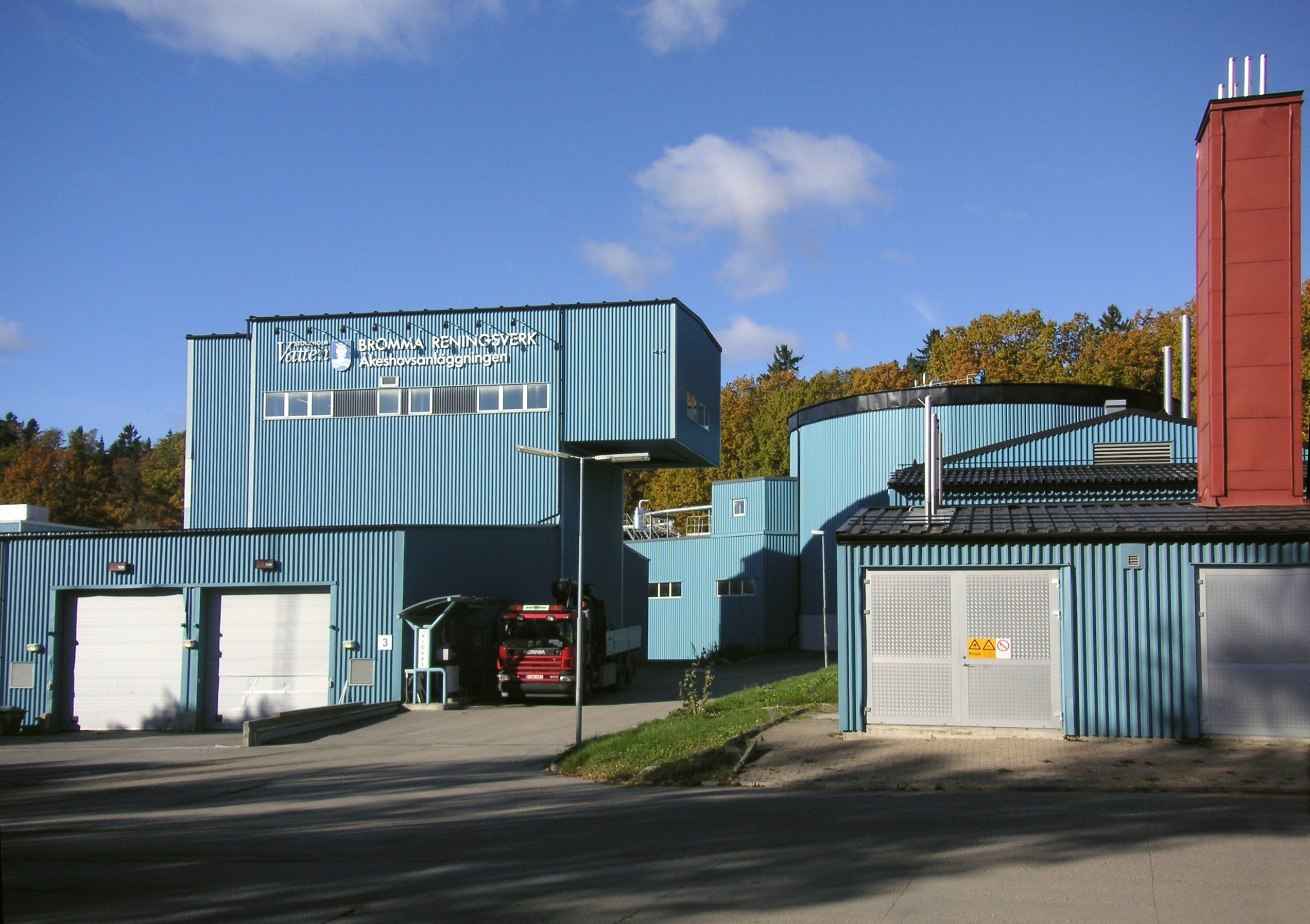
Bromma reningsverk, Åkeshovsanläggningen.
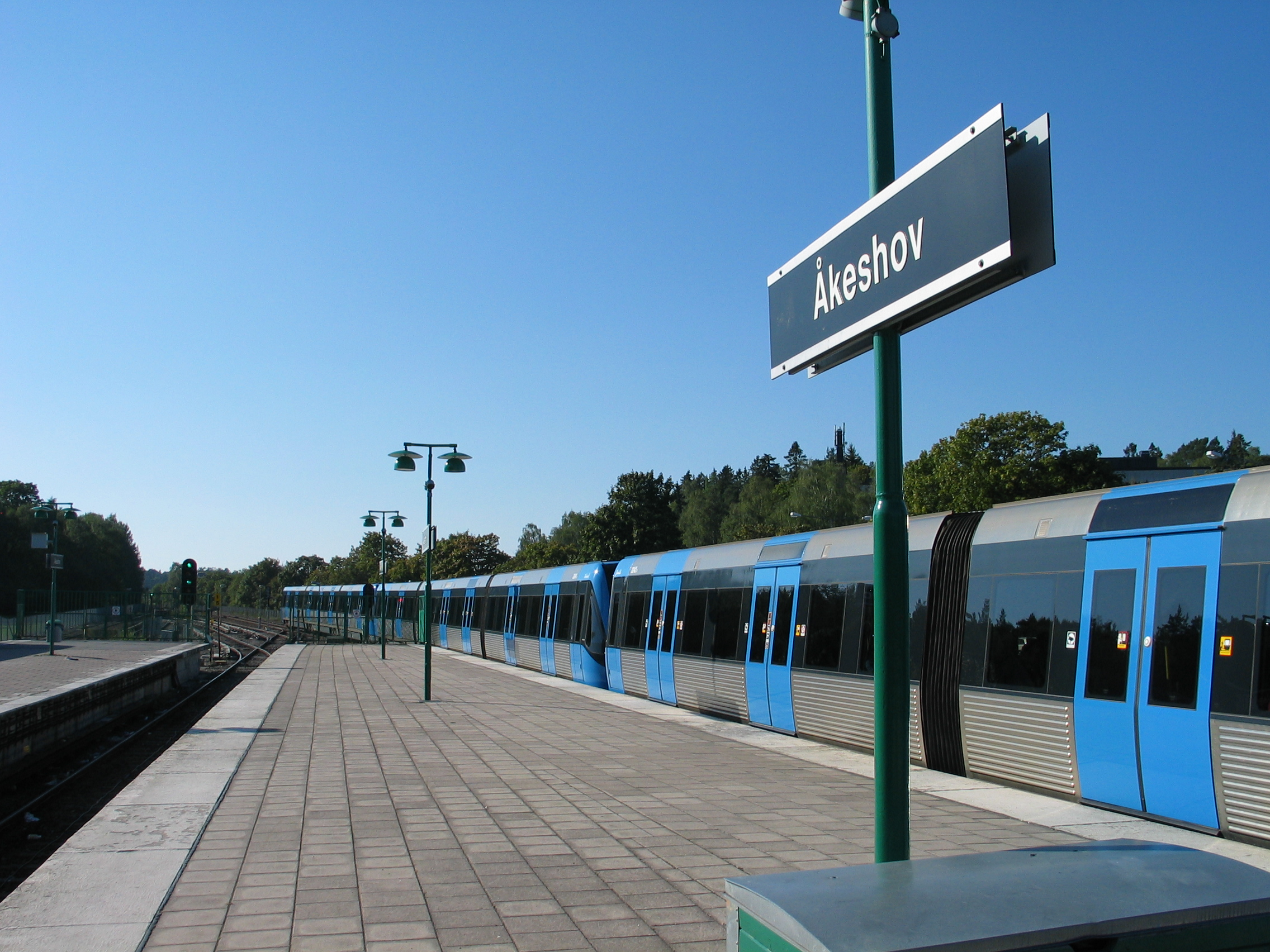
Åkeshovs tunnelbanestation.
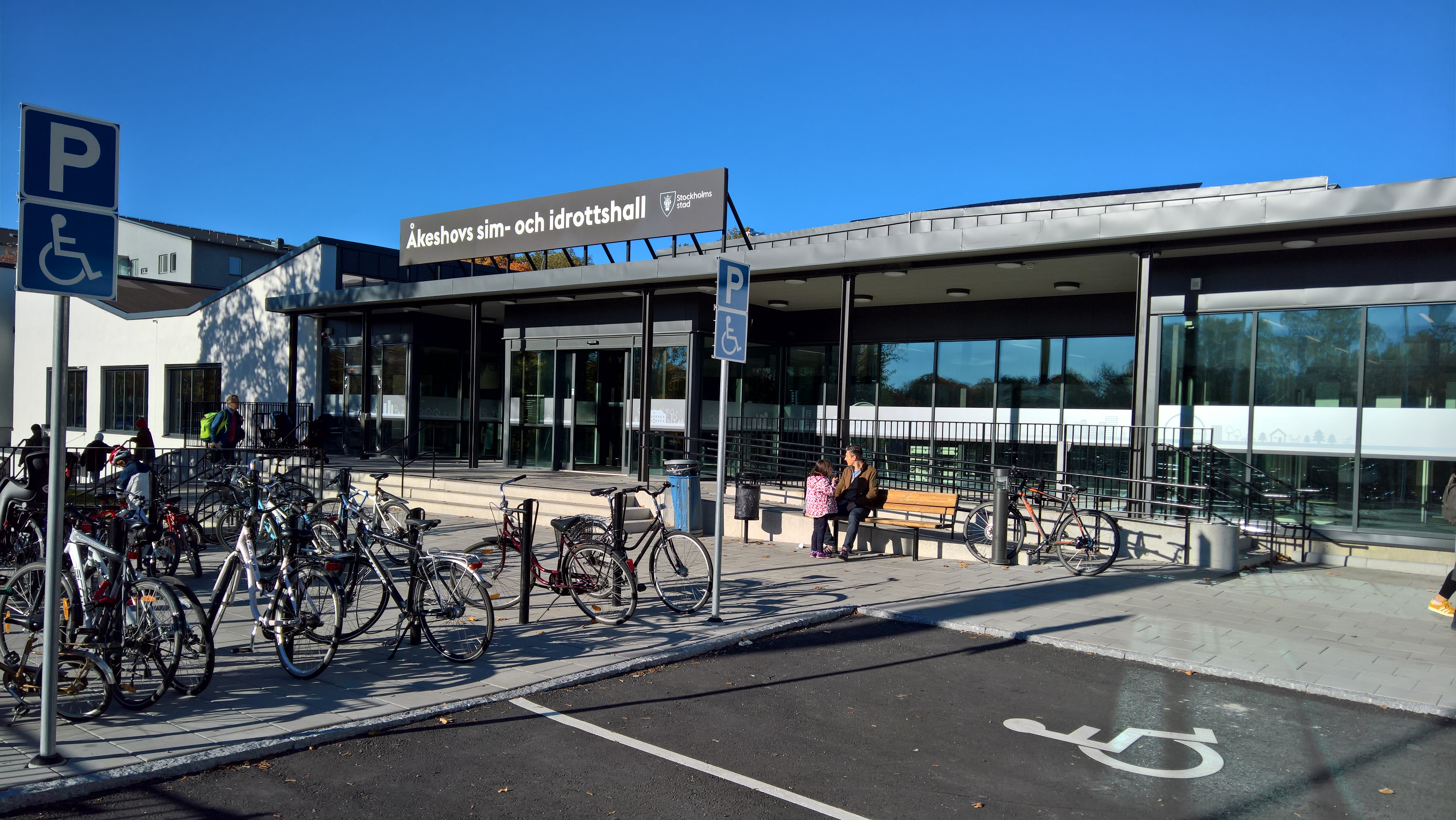
Åkeshovs sim- och idrottshall, Bergslagsvägen 60, nyrenoverad hösten 2018.
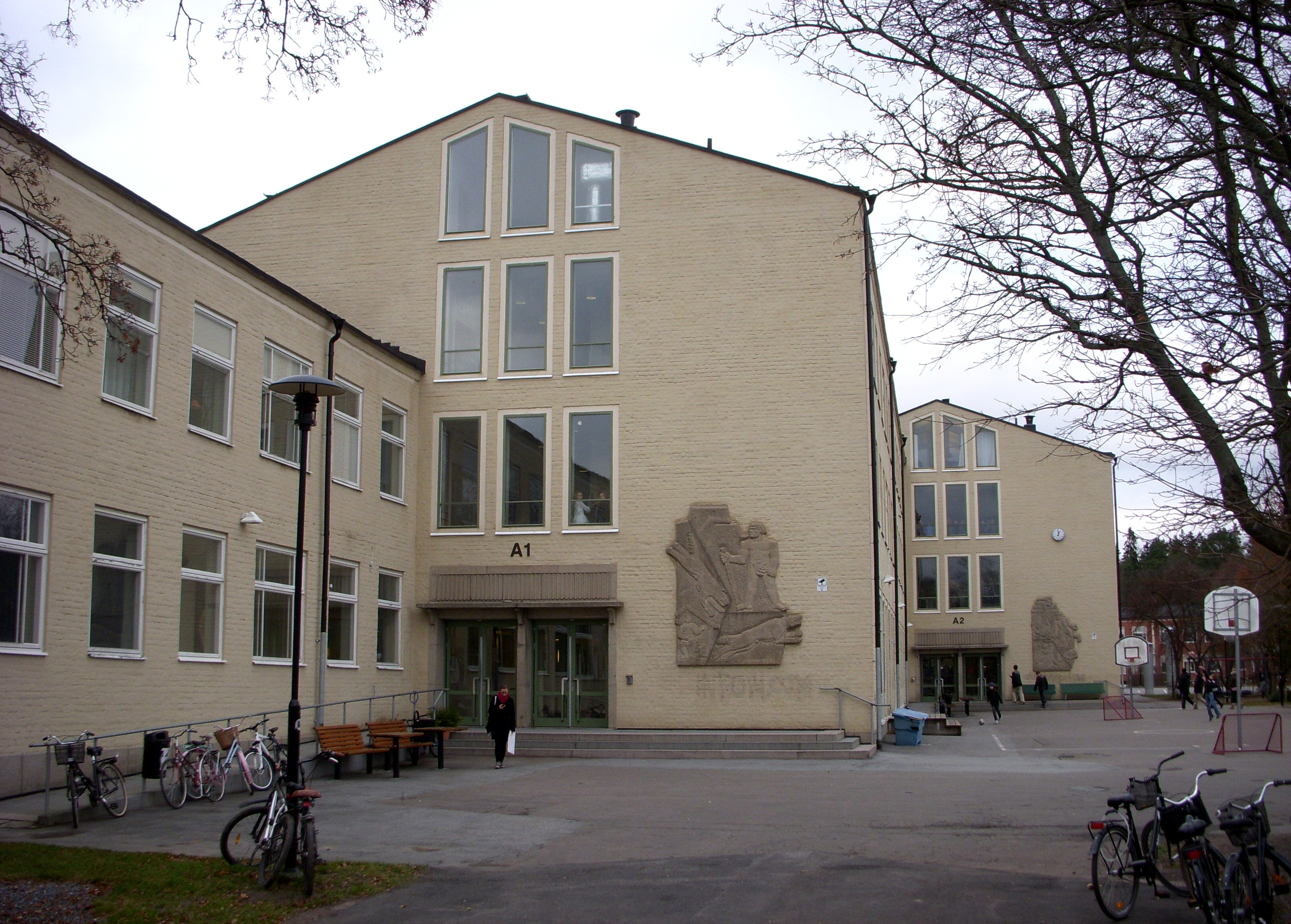
Nya Elementar, Bergslagsvägen 80, numera grundskola, tidigare gymnasieskola (före 1999) och läroverk (före 1966).
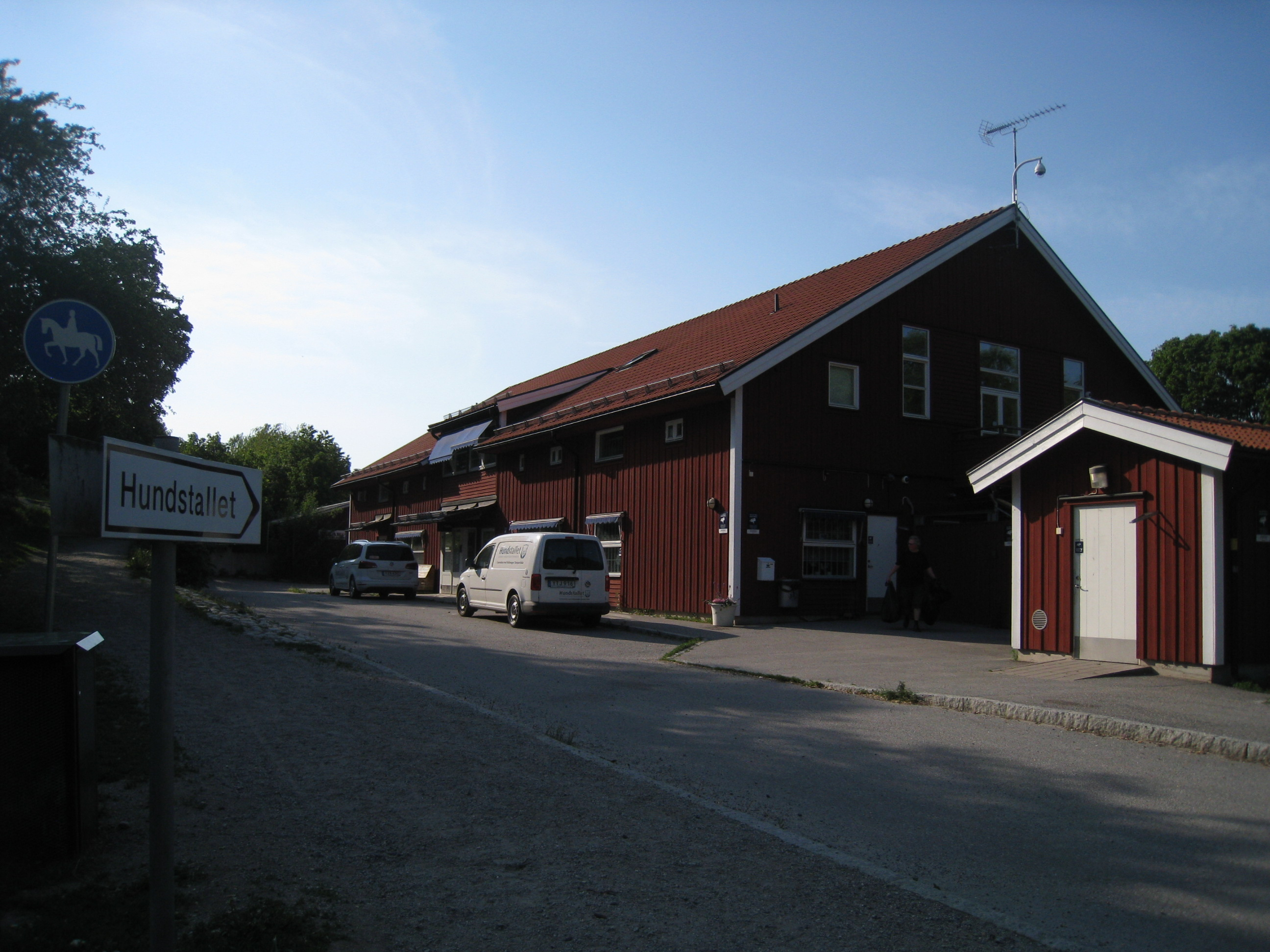
Åkeshovs hundstall.

## Äldre byggnader i området

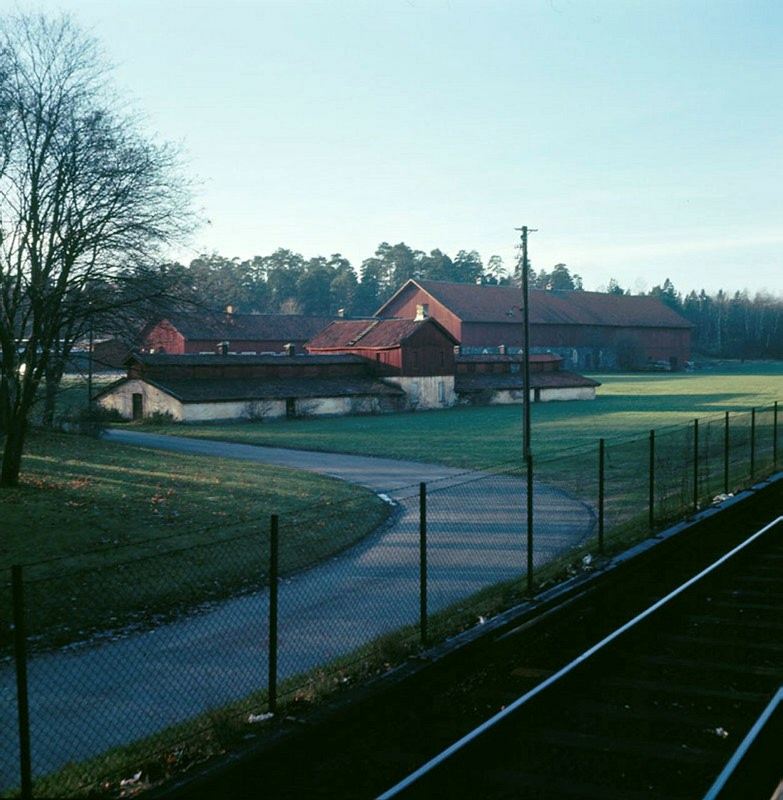
Vy åt sydväst mot Åkeshovs stall, ladugårdar och skjul från perrongen vid Åkeshovs tunnelbanestation på ett foto från 1967.

Vid Åkeshovs slott finns två flyglar och ett orangeri samt ytterligare några hus. Tidigare fanns här en ladugård och en svingård, som senare användes som fårstallar. Den praktfulla slottsladugården väster om slottet brann ner 1987, men efter att ha byggts upp igen fungerar byggnaden som hundstall. 1989 brann de andra byggnaderna ner och senare revs byggnaderna. Sedan 1998 är detta platsen för Åkeshovs Arboretum. 
Flera statarbostäder har funnits nära slottet. I parken låg tidigare, såsom nämnts ovan under Historik, en tvåvånings före detta statarbostad med en utvändig lofttrappa. Den byggnaden brann i början av 2000-talet, det huset var troligen byggt 1725.
Norr om slottet fanns tidigare ett flertal ekonomibyggnader med ett stort vagnslider och ett stall med vällingklocka. När spårvägen med Ängbybanan, som fanns 1944–1952, drogs fram på 1940-talet revs dessa byggnader. Här går T-banan idag. Båda byggnaderna revs omkring 1940.
Orangeriet, som fortfarande finns kvar, vid Åkeshovs slott byggdes på 1730-talet och ritades av arkitekt Carl Hårleman. Orangeriet ligger omkring 100 meter från slottet, fasaderna är typiska för Hårlemans stil.
Vid Åkeshovs slott fanns väster om slottet Åkeshovs stall, ladugårdar och skjul nära Åkeshovs tunnelbanestation. Den praktfulla slottsladugården brann ner den 26 september 1989 och senare revs byggnaderna. Sedan Kulturhuvudstadsåret 1998 är detta platsen för Åkeshovs arboretum. Området, som har cirka 60 olika trädslag planterade, ligger cirka 100 meter väster om slottet nära Åkeshovs tunnelbanestation och Judarskogens naturreservat med ett hundstall på södra sidan.
Om man, precis som förr, följer allén från Åkeshovs slott söderut mot Drottningholmsvägen och storstaden, passerar man på nära håll smedstugan, från 1800-talets andra hälft, och kvarnstugan från slutet av 1700-talet. Här låg vattenkvarnen vid den bäck som var Judarns avlopp i riktning mot det område som nu är Brommaplan och vidare mot Lillsjön. Kvarnen vid det lilla vattenfallet var i drift till 1894.

## Bilder

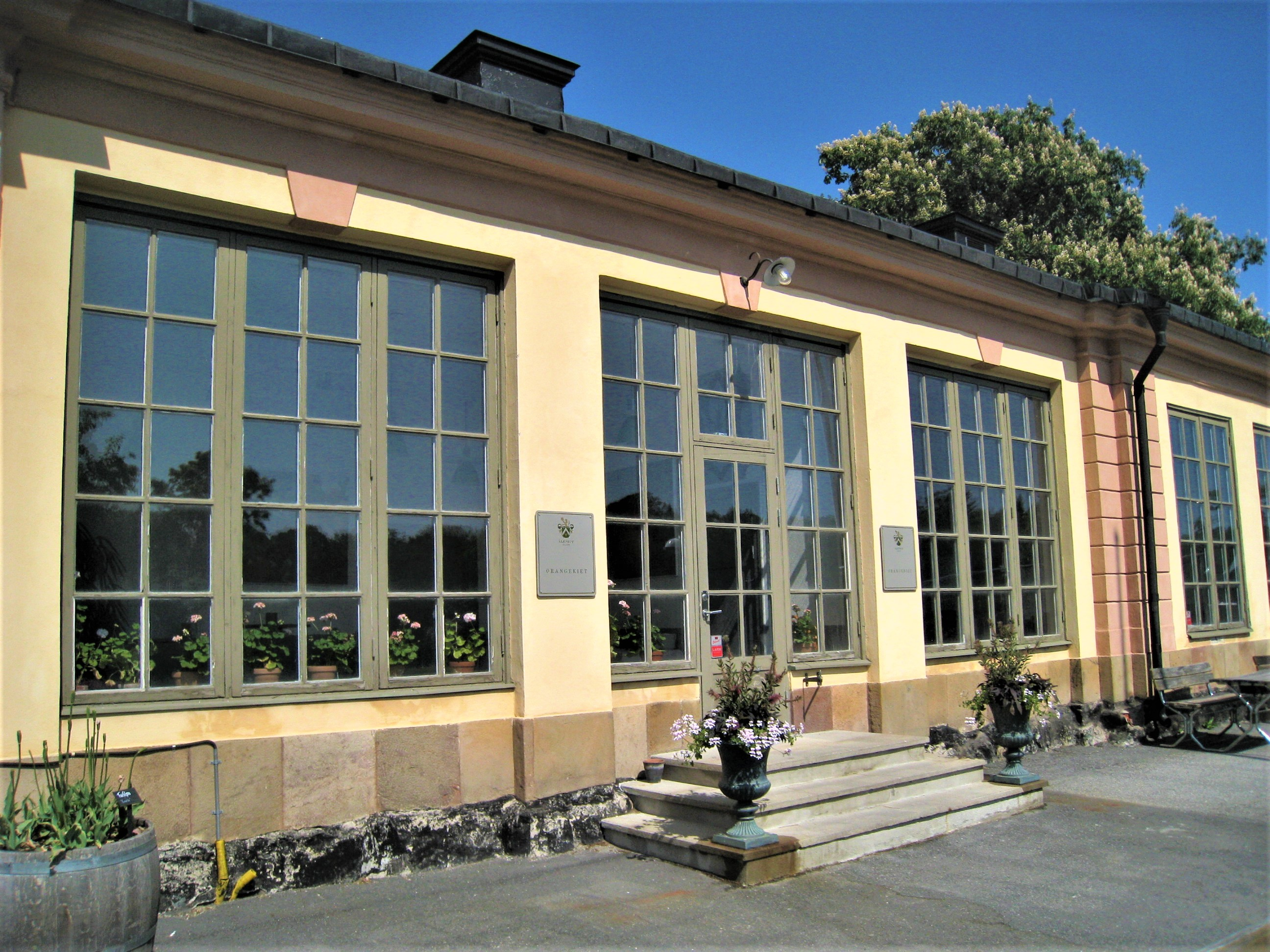
Orangeriet byggdes på 1730-talet och ritades av arkitekten Carl Hårleman.
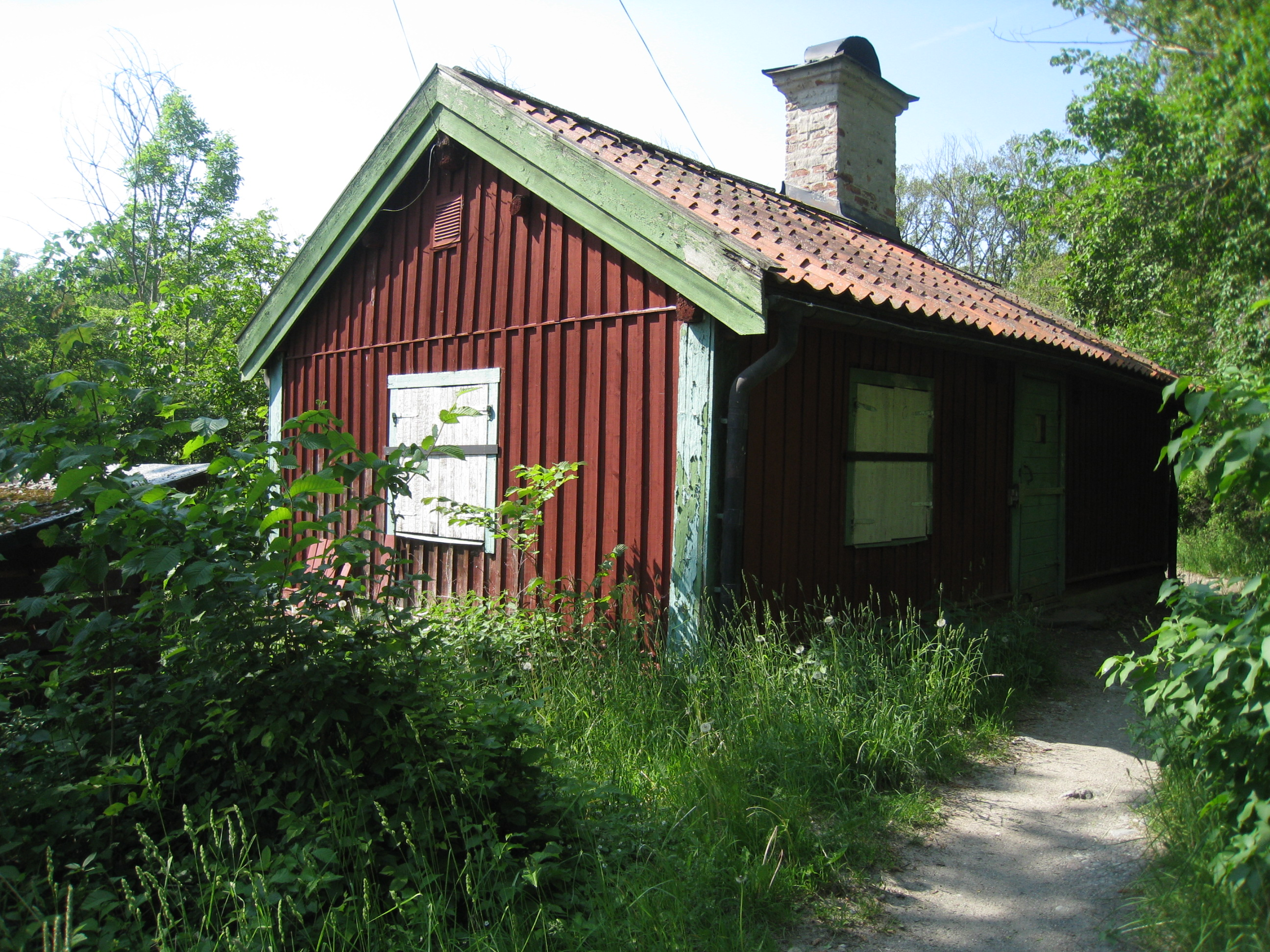
Åkeshovs kvarnstuga från 1800-talets andra hälft. Här bodde både mjölnaren och slöjdaren vid Åkeshov. Kvarnen, som var en vattenkvarn, var i drift till 1894, den är idag riven.
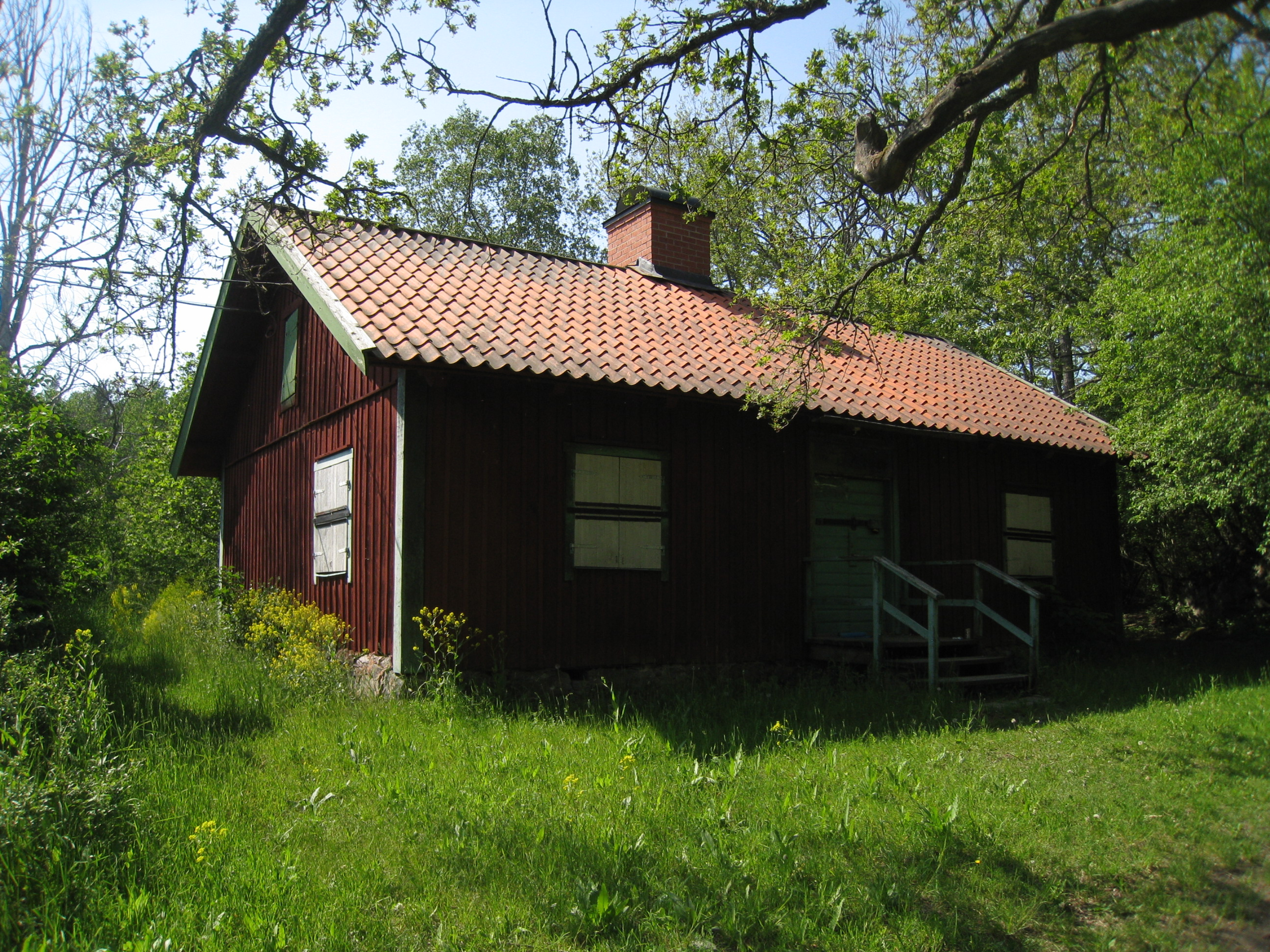
Åkeshovs smedstuga från slutet av 1700-talet. Här bodde smeden vid Åkeshov. Det var hans tjänstebostad. Smeden arbetade i smedjan, som låg något närmare Åkeshovs allé, och den fanns kvar ännu på 1920-talet, men även den är idag riven.
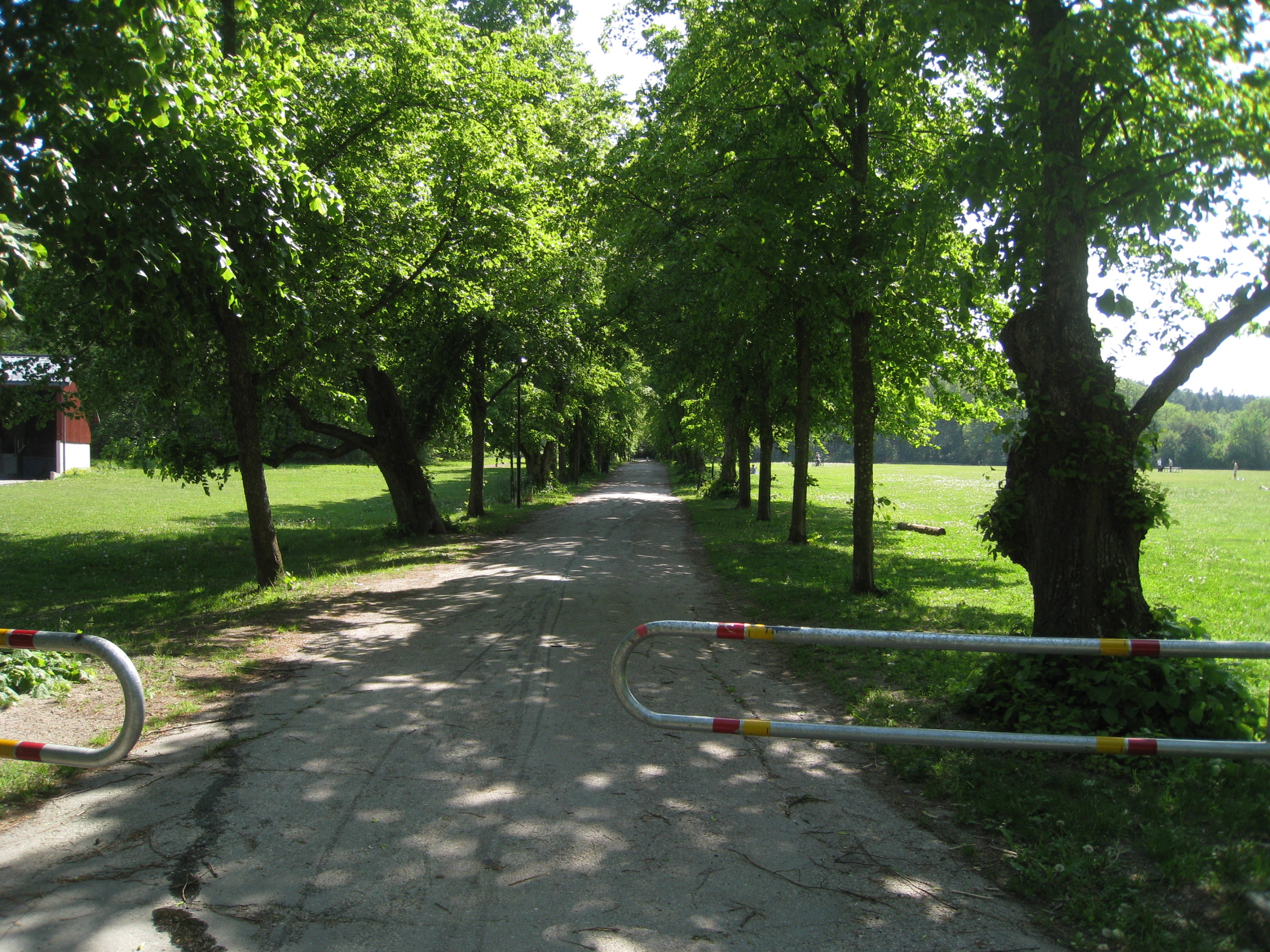
Allén söder om Åkeshovs slott var fram till slutet av 1920-talet huvudförbindelsen mellan slottet och huvudstaden via Drottningholmsvägen.

## Demografi
År 2017 hade stadsdelen cirka 800 invånare, varav cirka 29,5 procent med utländsk bakgrund.